# Rivanj (település)
Rivanj (olaszul: Rivani) falu Horvátországban Zára megyében. Közigazgatásilag Prekóhoz tartozik.

## Fekvése
Zárától légvonalban 16 km-re nyugatra, községközpontjától légvonalban 14 km-re északnyugatra, az azonos nevű kis szigeten fekszik. Rivanj szigete Ugljan és Sestrunj között fekszik. A sziget területe 4,4 km2, hossza 3,4 km, szélessége 1,4 km. Legmagasabb pontja a 112 méter magas Lukočina. A település régi magja a sziget közepén található, alatta a délnyugati parton kis kikötő található a település új részével, amely a tengerparton terjeszkedik tovább. A kikötőből 600 méter hosszú betonozott út visz fel a magaslaton levő faluközpontra. Rivanjtól északnyugatra találhatók Tri Sestrice szigetei, amelyeknek legkisebb tagján Mala Sestricán világítótorony áll, északkelete pedig a kis Jidula szigetecske látható. Rivanj északkeleti oldalán a Dubrinka és Lokvina öblökben szép strandok találhatók. A szigetet Zárával naponta komp- és hajójáratok kötik össze.

## Története
Rivanj szigete már az ókorban is lakott volt, első ismert lakói az illírek voltak. Első írásos említése 1300-ban történt „Ripanium” alakban. Rivanj falut a hagyomány szerint a 16. század elején ugljani telepesek alapították. Lakói lényegében két családhoz, a Radulić és Fatović családokhoz tartoznak. Az első Radulić 1520-ban született a szigeten, míg a másik család a Fatovićok a 17. században érkeztek. A lakosság nagy része a 19. század végén és a 20. század elején az Egyesült Államokba vándorolt ki. A településnek 1857-ben 35, 1910-ben 55 lakosa volt. Az első világháborút követően előbb a Szerb-Horvát-Szlovén Királyság, majd Jugoszlávia része lett. Az 1970-es évektől a több munkalehetőség miatt több fiatal költözött a nagyobb városokba és vándorolt ki az Egyesült Államokban és Ausztráliában is. Az iskolát már 1958-ban be kellett zárni a gyermekek hiánya miatt. 2007 július végén a sziget hatalmas tűzvészt szenvedett el, amelyben a szigetnek mintegy harmadrésze leégett. A tűz oka vigyázatlanság volt és a házak egy részére is átterjedt, azonban szerencsére inkább a sziget lakatlan részeit érintette. Méretét jól mutatja, hogy a füstöt a zárai partról is jól lehetett látni. A falunak 2011-ben 31 lakosa volt, akik hagyományosan mezőgazdasággal, halászattal foglalkoznak. A szigeten nincsen bolt, a kenyeret Ugljan szigetéről a Muline-öbölből hozzák, vagy helyben a házaknál sütik. Az egyéb vásárlási szükségletek kielégítésére időnként üzlet-hajók járnak át a sziget kikötőjébe.

## Lakosság
| Lakosság változása | Lakosság változása | Lakosság változása | Lakosság változása | Lakosság változása | Lakosság változása | Lakosság változása | Lakosság változása | Lakosság változása | Lakosság változása | Lakosság változása | Lakosság változása | Lakosság változása | Lakosság változása | Lakosság változása | Lakosság változása |
| ------------------ | ------------------ | ------------------ | ------------------ | ------------------ | ------------------ | ------------------ | ------------------ | ------------------ | ------------------ | ------------------ | ------------------ | ------------------ | ------------------ | ------------------ | ------------------ |
| 1857               | 1869               | 1880               | 1890               | 1900               | 1910               | 1921               | 1931               | 1948               | 1953               | 1961               | 1971               | 1981               | 1991               | 2001               | 2011               |
| 35                 | 0                  | 24                 | 58                 | 70                 | 55                 | 110                | 77                 | 99                 | 103                | 79                 | 55                 | 30                 | 20                 | 22                 | 31                 |

## Nevezetességei
A falu lakói minden év augusztus 18-án védőszentjük Szent Ilona tiszteletére fesztivált rendeznek. A faluban 101 méteres magasságban álló 1877-ben épített kis templomuk is az ő tiszteletére van szentelve. Szép kilátás nyílik innen Zárára és a környező szigetekre. A templom 2007-ben épített új harangtornyát Ivan Prenđa zárai érsek szentelte fel. Egyházilag a sestrunji plébániához tartozik.

## Fordítás
Ez a szócikk részben vagy egészben  a   Rivanj című horvát Wikipédia-szócikk ezen változatának fordításán alapul.  Az eredeti cikk szerkesztőit annak laptörténete sorolja fel. Ez a jelzés csupán a megfogalmazás eredetét és a szerzői jogokat jelzi, nem szolgál a cikkben szereplő információk forrásmegjelöléseként.